# Troglohyphantes kordunlikanus
Troglohyphantes kordunlikanus är en spindelart som beskrevs av Christa L. Deeleman-Reinhold 1978. Troglohyphantes kordunlikanus ingår i släktet Troglohyphantes och familjen täckvävarspindlar.
Artens utbredningsområde är Kroatien. Inga underarter finns listade i Catalogue of Life.